# Enduro del Verano

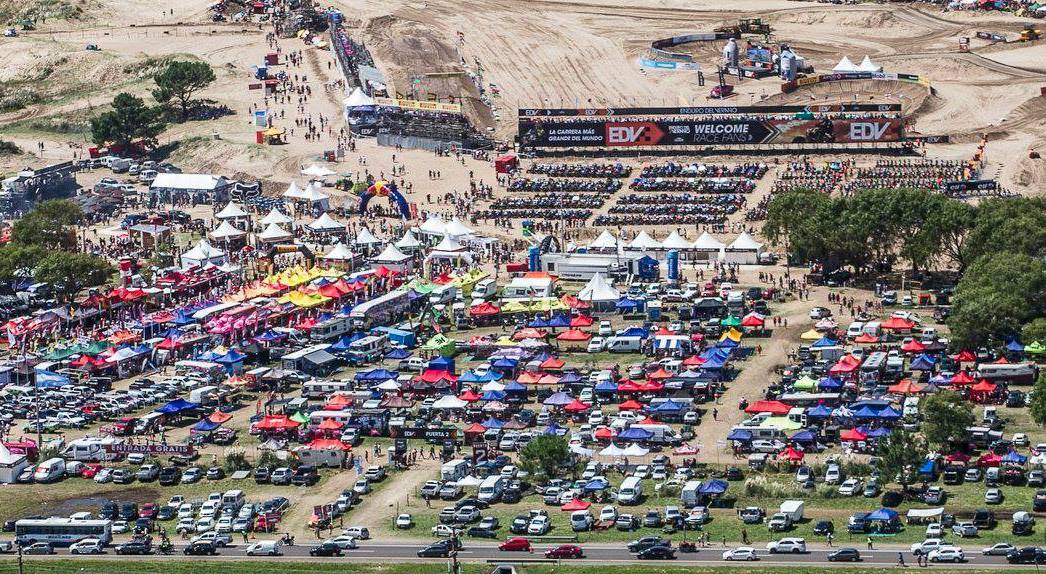
Evento más grande de Latinoamérica

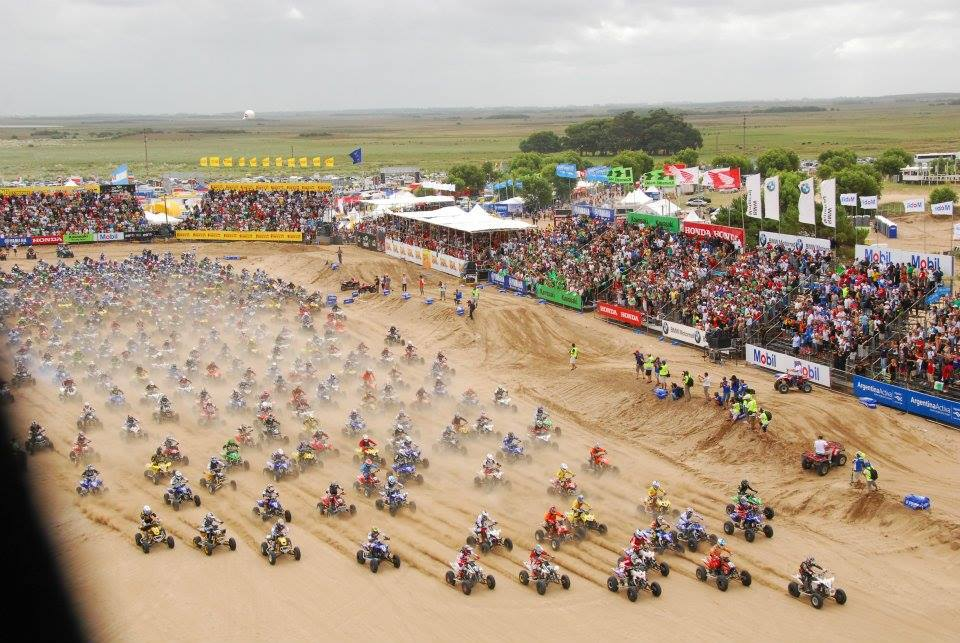
Largada de ATV más grande del mundo

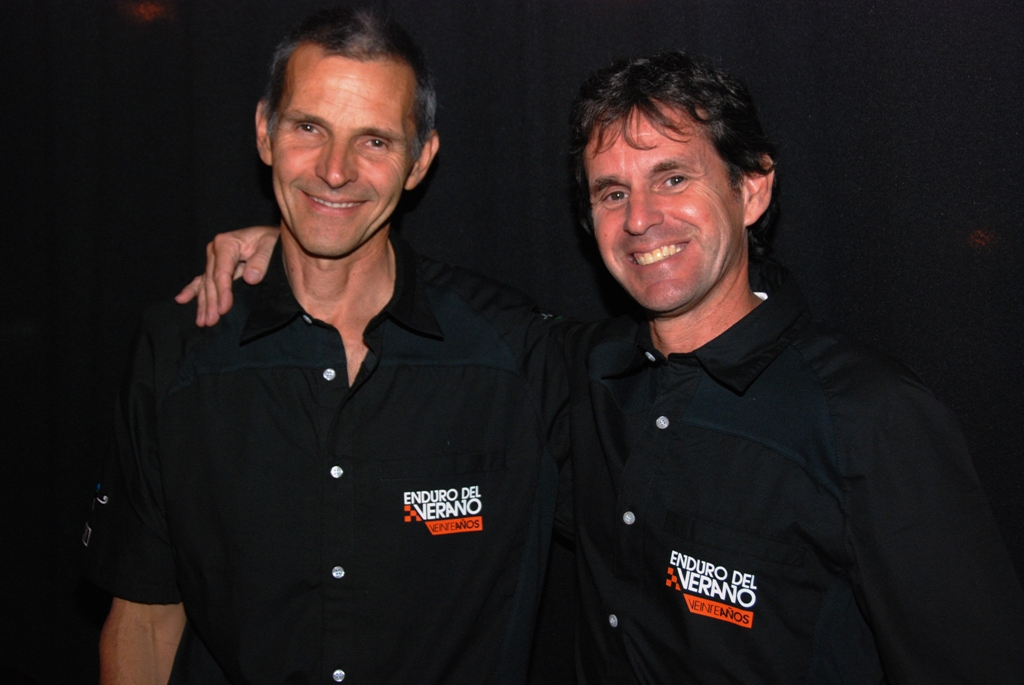
Fundadores del EDV A la izquierda Charlie Allue - A la derecha Victor Gilabert

El Enduro del Verano Le Touquet o simplemente Enduro del Verano es una competencia de motocross para motos y cuatriciclos de Argentina, esta competencia está considerada como la más importante de América Latina y una de las más grandes a nivel mundial con un récord de más de 1300 participantes, dicha disciplina se lleva a cabo en Villa Gesell en durante el mes de febrero todos los años.  En 2014 batió el World Record Guinness, como la carrera más grande del mundo de cuatriciclos.
El año 2017 cumplió su 24ta edición.
La primera edición fue en el año 1992 fundada por Charlie "boy" Allue y Victor Gilabert.

## Características
La primera competencia se desarrolló en 1992 en Pinamar, una ciudad marítima ubicada en la Provincia de Buenos Aires. Luego con el pasar del tiempo la competencia se desarrolló en varias localidades interbalnearias de la costa argentina, hasta que en 2006 se estableció en la ciudad de Villa Gesell, en un circuito natural de una extensión de 12,5 kilómetros, a lo largo de dunas de arena de hasta 45 metros de altura,  y un tramo a la vera del mar.
Más de 1300 motos y cuatriciclos asisten todos los años, convirtiendo este evento en un clásico del Motocross y uno de los más esperados de Latinoamérica.
Se realizan competiciones para:
- Motos en nivel AMATEUR, PRINCIPIANTE y PROFESIONAL.
- ATV o cuatriciclos
- Veteranos (2 tiempos y 4 tiempos).
- Mujeres

## Campeones

### 1992: Copa Nasa
| 1992 - Copa Nasa                                                    | 1992 - Copa Nasa | 1992 - Copa Nasa | 1992 - Copa Nasa | 1992 - Copa Nasa |
| Categoría                                                           | Deportista       | País             | Ciudad           | Marca            |
| ------------------------------------------------------------------- | ---------------- | ---------------- | ---------------- | ---------------- |
| 2 tiempos                                                           | Andres Junco     | Argentina        | Mar del Plata    |                  |
| 4 tiempos                                                           | Gustavo Mattioni | Argentina        | Villa Gesell     |                  |
| Cuatriciclos                                                        | Juan Tesei       | Argentina        | Martínez         |                  |
| Cuatriciclos h/ 250cc                                               | Federico Mercati | Argentina        | Monte Grande     |                  |
| Fuente: "Ganadores del Enduro de Verano 1992-2005", Verano Pinamar. |                  |                  |                  |                  |

### 1993: Copa Kawasaki
| 1993 - Copa Kawasaki                                                | 1993 - Copa Kawasaki | 1993 - Copa Kawasaki | 1993 - Copa Kawasaki | 1993 - Copa Kawasaki |
| Categoría                                                           | Deportista           | País                 | Ciudad               | Marca                |
| ------------------------------------------------------------------- | -------------------- | -------------------- | -------------------- | -------------------- |
| 2 tiempos pro                                                       | Andrés Junco         | Argentina            | Mar del Plata        |                      |
| 2 tiempos amateur                                                   | Esteban Font         | Argentina            | Pinamar              |                      |
| 4 tiempos h/ 350cc                                                  | Pablo Onyszczuk      | Argentina            | Ushuaia              |                      |
| 4 tiempos 650cc                                                     | Cristian Nápoli      | Argentina            | Bahía Blanca         |                      |
| Cuatriciclos                                                        | Esteban Segat        | Argentina            | Buenos Aires         |                      |
| Fuente: "Ganadores del Enduro de Verano 1992-2005", Verano Pinamar. |                      |                      |                      |                      |

### 1994: Copa Soho Jeans
| 1994 - Soho Jeans                                                   | 1994 - Soho Jeans   | 1994 - Soho Jeans | 1994 - Soho Jeans | 1994 - Soho Jeans |
| Categoría                                                           | Deportista          | País              | Ciudad            | Marca             |
| ------------------------------------------------------------------- | ------------------- | ----------------- | ----------------- | ----------------- |
| 2 tiempos pro                                                       | Fabio Dobal         | Argentina         | Miramar           |                   |
| 2 tiempos amateur                                                   | Alfonso Palaveccino | Argentina         | Pinamar           |                   |
| 4 tiempos h/ 350cc                                                  | Danilo Goes         | Argentina         | Buenos Aires      |                   |
| 4 tiempos 650cc                                                     | Gustavo Mattioni    | Argentina         | Villa Gesell      |                   |
| Cuatriciclos                                                        | César Serralta      | Argentina         | Buenos Aires      |                   |
| Cuatriciclos h/ 250cc                                               | Federico Mercati    | Argentina         | Monte Grande      |                   |
| Fuente: "Ganadores del Enduro de Verano 1992-2005", Verano Pinamar. |                     |                   |                   |                   |

### 1996: Copa Ama Oil
| 1996 - Copa Ama Oil                                                 | 1996 - Copa Ama Oil  | 1996 - Copa Ama Oil | 1996 - Copa Ama Oil | 1996 - Copa Ama Oil |
| Categoría                                                           | Deportista           | País                | Ciudad              | Marca               |
| ------------------------------------------------------------------- | -------------------- | ------------------- | ------------------- | ------------------- |
| 2 tiempos PRO                                                       | Luis Pighetti        | Argentina           | Villa Gesell        |                     |
| 2 tiempos PRO 125cc                                                 | Walter Blanco        | Argentina           | Santa Teresita      |                     |
| 2 tiempos amateur                                                   | Patricio Ramos       | Argentina           | Buenos Aires        |                     |
| 4 tiempos h/ 350cc                                                  | Esteban Segat        | Argentina           | Ramos Mejia         |                     |
| 4 tiempos 650cc                                                     | Fabian Estanga       | Argentina           | Villa Gesell        |                     |
| Cuatriciclos 2 tiempos                                              | Alejandro Patronelli | Argentina           | Las Flores          |                     |
| Cuatriciclos 4 tiempos                                              | Gabriel Patronelli   | Argentina           | Las Flores          |                     |
| Fuente: "Ganadores del Enduro de Verano 1992-2005", Verano Pinamar. |                      |                     |                     |                     |

### 1997: Copa Shell Advance
| 1997: Copa Shell Advance                                            | 1997: Copa Shell Advance | 1997: Copa Shell Advance | 1997: Copa Shell Advance | 1997: Copa Shell Advance |
| Categoría                                                           | Deportista               | País                     | Ciudad                   | Marca                    |
| ------------------------------------------------------------------- | ------------------------ | ------------------------ | ------------------------ | ------------------------ |
| 2 tiempos pro                                                       | Luis Pighetti            | Argentina                | Villa Gesell             |                          |
| 2 tiempos amateur                                                   | Leonardo Carretto        | Argentina                | Villa Gesell             | KTM                      |
| 4 tiempos h/ 350cc                                                  | Juan Matkovich           | Argentina                | Arrecifes                |                          |
| 4 tiempos 650cc                                                     | Lucas Rovatti            | Argentina                | Florida                  |                          |
| Cuatriciclos 2 tiempos                                              | Alejandro Patronelli     | Argentina                | Las Flores               |                          |
| Cuatriciclos 4 tiempos                                              | Nicolás Riccardi         | Argentina                | Valeria del Mar          |                          |
| Fuente: "Ganadores del Enduro de Verano 1992-2005", Verano Pinamar. |                          |                          |                          |                          |

### 1998: Copa Enduro del Verano
| 1998: Copa Enduro del Verano                                        | 1998: Copa Enduro del Verano | 1998: Copa Enduro del Verano | 1998: Copa Enduro del Verano | 1998: Copa Enduro del Verano |  |
| Categoría                                                           | Deportista                   | País                         | Ciudad                       | Marca                        |  |
| ------------------------------------------------------------------- | ---------------------------- | ---------------------------- | ---------------------------- | ---------------------------- |  |
| 2 tiempos PRO                                                       | Luis Pighetti                | Argentina                    | Villa Gesell                 |                              |  |
| 2 tiempos amateur                                                   | Gastón Magallanes            | Argentina                    | Villa Gesell                 |                              |  |
| 4 tiempos h 300cc                                                   | Walter Agostino              | Argentina                    | Villa Gesell                 |                              |  |
| 4 tiempos 650cc                                                     | Demián Villar                | Argentina                    | Turdera                      |                              |  |
| Cuatriciclos 2 tiempos                                              | Osvaldo Baio                 | Argentina                    | Necochea                     |                              |  |
| Cuatriciclos 4 tiempos                                              | Gastón Caserta               | Argentina                    | Lanús                        |                              |  |
| Fuente: "Ganadores del Enduro de Verano 1992-2005", Verano Pinamar. |                              |                              |                              |                              |  |

### 1999: Copa AMA
| 1999: Copa AMA                                                      | 1999: Copa AMA       | 1999: Copa AMA | 1999: Copa AMA | 1999: Copa AMA   |
| Categoría                                                           | Deportista           | País           | Ciudad         | Marca            |
| ------------------------------------------------------------------- | -------------------- | -------------- | -------------- | ---------------- |
| 2 tiempos pro                                                       | Luis Pighetti        | Argentina      | Villa Gesell   |                  |
| 2 tiempos amateur                                                   | Marcos Guiral        | Argentina      | Béccar         |                  |
| 4 tiempos h/ 300cc                                                  | Marcelo Loiza        | Argentina      | Mar de Ajó     |                  |
| 4 tiempos 650cc                                                     | Anders Erickson      | Suecia         |                | Husqvarna TC 610 |
| Cuatriciclos 2 tiempos libre                                        | Alejandro Patronelli | Argentina      | Las Flores     |                  |
| Cuatriciclos limitada                                               | Jorge Santamarina    | Argentina      | Cariló         |                  |
| Veteranos 2 tiempos                                                 | Juan Satalia         | Argentina      | Concordia      |                  |
| Veteranos 4 tiempos                                                 | Rubén Arias          | Argentina      | Bahía Blanca   |                  |
| Mejor en 125cc                                                      | Ocean Verdú          | Argentina      | Moreno         |                  |
| Fuente: "Ganadores del Enduro de Verano 1992-2005", Verano Pinamar. |                      |                |                |                  |

### 2000: Copa Grand Prix Pirelli
| 2000: Copa Grand Prix Pirelli                                       | 2000: Copa Grand Prix Pirelli | 2000: Copa Grand Prix Pirelli | 2000: Copa Grand Prix Pirelli | 2000: Copa Grand Prix Pirelli |
| Categoría                                                           | Deportista                    | País                          | Ciudad                        | Marca                         |
| ------------------------------------------------------------------- | ----------------------------- | ----------------------------- | ----------------------------- | ----------------------------- |
| 2 tiempos pro                                                       | Jani Laaksonen                | Finlandia                     |                               |                               |
| 2 tiempos amateur                                                   | Gustavo Lossendiere           | Argentina                     | Villa Gesell                  |                               |
| 4 tiempos h/ 300cc                                                  | Sergio Santander              | Argentina                     | Villa Gesell                  |                               |
| 4 tiempos 650cc                                                     | Javier Demelchori             | Argentina                     | Catamarca                     |                               |
| Cuatriciclos 2 tiempos libre                                        | Mauro De Francesco            | Argentina                     | Mar del Plata                 |                               |
| Cuatriciclos limitada                                               | Gastón Caserta                | Argentina                     | Lanús                         |                               |
| Veteranos 2 tiempos                                                 | Daniel Caballero              | Argentina                     | Sierra de los Padres          |                               |
| Veteranos 4 tiempos                                                 | Rubén Arias                   | Argentina                     | Bahía Blanca                  |                               |
| Mejor en 125cc                                                      | Marcos Guiral                 | Argentina                     | Béccar                        |                               |
| Fuente: "Ganadores del Enduro de Verano 1992-2005", Verano Pinamar. |                               |                               |                               |                               |

### 2001: Copa Grand Prix Honda
| 2001: Copa Grand Prix Honda                                         | 2001: Copa Grand Prix Honda | 2001: Copa Grand Prix Honda | 2001: Copa Grand Prix Honda | 2001: Copa Grand Prix Honda |
| Categoría                                                           | Deportista                  | País                        | Ciudad                      | Marca                       |
| ------------------------------------------------------------------- | --------------------------- | --------------------------- | --------------------------- | --------------------------- |
| 2 tiempos pro                                                       | Luis Pighetti               | Argentina                   | Villa Gesell                |                             |
| 2 tiempos amateur                                                   | Marcelo Iglesias            | Argentina                   | Necochea                    |                             |
| 4 tiempos h/ 300cc                                                  | Miguel Dreosi               | Argentina                   | Villa Gesell                |                             |
| 4 tiempos 650cc                                                     | Anders Erickson             | Suecia                      |                             | Husqvarna TC 610            |
| Cuatriciclos 2 tiempos libre                                        | Jorge Santamarina           | Argentina                   | Cariló                      |                             |
| Cuatriciclos limitada                                               | Gastón Caserta              | Argentina                   | Lanús                       |                             |
| Veteranos 2 tiempos                                                 | Marco Galuzzi               | Argentina                   | San Isidro                  |                             |
| Veteranos 4 tiempos                                                 | Omar Roncallo               | Argentina                   | Necochea                    |                             |
| Mejor en 125cc                                                      | Marcos Guiral               | Argentina                   | Béccar                      |                             |
| Fuente: "Ganadores del Enduro de Verano 1992-2005", Verano Pinamar. |                             |                             |                             |                             |

### 2003: Copa Grand Prix Honda
| 2003: Copa Grand Prix Honda                                         | 2003: Copa Grand Prix Honda                      | 2003: Copa Grand Prix Honda | 2003: Copa Grand Prix Honda | 2003: Copa Grand Prix Honda |
| Categoría                                                           | Deportista                                       | País                        | Ciudad                      | Marca                       |
| ------------------------------------------------------------------- | ------------------------------------------------ | --------------------------- | --------------------------- | --------------------------- |
| 2 tiempos pro                                                       | Javier Pizzolito                                 | Argentina                   | Pinamar                     |                             |
| 2 tiempos amateur                                                   | Javier Altieri                                   | Argentina                   | Pinamar                     |                             |
| 2 tiempos amateur + 126cc                                           | Pablo Giménez - Descalificado por cortar camino. | Argentina                   | Mar de Ajó                  |                             |
| 4 tiempos h/300cc                                                   | Miguel Dreosi -                                  | Argentina                   | Villa Gesell                |                             |
| 4 tiempos +301cc                                                    | Luis Pighetti                                    | Argentina                   | Villa Gesell                |                             |
| Cuatriciclos libre                                                  | Jorge Santamarina                                | Argentina                   | Cariló                      |                             |
| Cuatriciclos limitada                                               | Leandro Rubolino                                 | Argentina                   | Costa del Este              |                             |
| Veteranos 2 tiempos                                                 | Claudio Pesce                                    | Argentina                   | San Isidro                  |                             |
| Veteranos 4 tiempos                                                 | Omar Roncallo                                    | Argentina                   | Necochea                    |                             |
| Fuente: "Ganadores del Enduro de Verano 1992-2005", Verano Pinamar. |                                                  |                             |                             |                             |

### 2004: Copa Grand Prix Enduro de Verano
| 2004: Copa Grand Prix Enduro de Verano                              | 2004: Copa Grand Prix Enduro de Verano | 2004: Copa Grand Prix Enduro de Verano | 2004: Copa Grand Prix Enduro de Verano | 2004: Copa Grand Prix Enduro de Verano |
| Categoría                                                           | Deportista                             | País                                   | Ciudad                                 | Marca                                  |
| ------------------------------------------------------------------- | -------------------------------------- | -------------------------------------- | -------------------------------------- | -------------------------------------- |
| 2 tiempos pro                                                       | Correa Luis                            | Argentina                              |                                        |                                        |
| 2 tiempos amateur h/125cc                                           | Arco Víctor                            | Argentina                              |                                        |                                        |
| 2 tiempos amateur + 126cc                                           | Rodríguez Pablo                        | Argentina                              |                                        |                                        |
| 4 tiempos h/300cc                                                   | Miguel Dreosi                          | Argentina                              |                                        |                                        |
| 4 tiempos +301cc                                                    | Luis Pighetti                          | Argentina                              | Villa Gesell                           |                                        |
| Cuatriciclos libre                                                  | Jorge Santamarina                      | Argentina                              | Cariló                                 |                                        |
| Cuatriciclos limitada                                               | Martín Nicolás                         | Argentina                              |                                        |                                        |
| Veteranos 2 tiempos                                                 | Claudio Pesce                          | Argentina                              | San Isidro                             |                                        |
| Veteranos 4 tiempos                                                 | Ovejero Darío                          | Argentina                              |                                        |                                        |
| Fuente: "Ganadores del Enduro de Verano 1992-2005", Verano Pinamar. |                                        |                                        |                                        |                                        |

### 2005: Copa Grand Prix Enduro de Verano
| 2005: Copa Grand Prix Enduro de Verano                              | 2005: Copa Grand Prix Enduro de Verano | 2005: Copa Grand Prix Enduro de Verano | 2005: Copa Grand Prix Enduro de Verano | 2005: Copa Grand Prix Enduro de Verano |
| Categoría                                                           | Deportista                             | País                                   | Ciudad                                 | Marca                                  |
| ------------------------------------------------------------------- | -------------------------------------- | -------------------------------------- | -------------------------------------- | -------------------------------------- |
| 2 tiempos pro                                                       | Sánchez Sebastian                      | Argentina                              | La Pampa                               | Honda 250                              |
| 2 tiempos amateur h/125cc                                           | Franco Caimi                           | Argentina                              | Luján de Cuyo                          | Honda 250                              |
| 2 tiempos amateur + 126cc                                           | Rodrigo Fernández                      | Argentina                              |                                        | Honda 250                              |
| 4 tiempos h/300cc                                                   | Sergio Santander                       | Argentina                              |                                        | Honda 250                              |
| Cuatriciclos Libre                                                  | Ramiro Carrera                         | Argentina                              | La matanza                             | Yamaha 450                             |
| Cuatriciclos libre                                                  | Marcos Patronelli                      | Argentina                              | Las Flores                             | Yamaha 450                             |
| Cuatriciclos limitada                                               | Cosentino Martin                       | Argentina                              |                                        | Honda 300                              |
| Veteranos 2 tiempos                                                 | Almirón Jorge                          | Argentina                              |                                        | Yamaha 250                             |
| Veteranos 4 tiempos                                                 | Omar Roncallo                          | Argentina                              |                                        | Yamaha 426                             |
| Fuente: "Ganadores del Enduro de Verano 1992-2005", Verano Pinamar. |                                        |                                        |                                        |                                        |

### 2008: Copa Grand Prix Pirelli Enduro del Verano Gesell Le Touquet
| 2008: Copa Grand Prix Pirelli Enduro del Verano Gesell Le Touquet | 2008: Copa Grand Prix Pirelli Enduro del Verano Gesell Le Touquet | 2008: Copa Grand Prix Pirelli Enduro del Verano Gesell Le Touquet | 2008: Copa Grand Prix Pirelli Enduro del Verano Gesell Le Touquet | 2008: Copa Grand Prix Pirelli Enduro del Verano Gesell Le Touquet |
| Categoría                                                         | Deportista                                                        | País                                                              | Ciudad                                                            | Marca                                                             |
| ----------------------------------------------------------------- | ----------------------------------------------------------------- | ----------------------------------------------------------------- | ----------------------------------------------------------------- | ----------------------------------------------------------------- |
| 2 tiempos pro                                                     | Timotei Potisek                                                   | Francia                                                           |                                                                   | Honda CR 250 R                                                    |
| 2 tiempos amateur h/125cc                                         | Felipe Ellis                                                      | Argentina                                                         |                                                                   | Yamaha YZ 125                                                     |
| 2 tiempos amateur + 126cc                                         | David Roman                                                       | Argentina                                                         | Miramar                                                           | Honda CR 250 R                                                    |
| 2&4 tiempos principiantes                                         | Franco Morata                                                     | Argentina                                                         |                                                                   | Honda CRF 450 R                                                   |
| 2 tiempos veteranos                                               | Fernando Álvarez                                                  | Argentina                                                         |                                                                   | Yamaha YZ 250                                                     |
| 4 tiempos pro open                                                | Timotei Potisek                                                   | Francia                                                           |                                                                   | Honda 450                                                         |
| 4 tiempos amateur +300cc                                          | Cristian Vaquero                                                  | Argentina                                                         |                                                                   | Honda CRF 450 R                                                   |
| 4 tiempos amateur h/300cc                                         | Matías Blanco                                                     | Argentina                                                         |                                                                   | Honda CRF 250 R                                                   |
| 4 tiempos veteranos                                               | Sergio Baracatt                                                   | Chile                                                             |                                                                   | Honda CRF 450 R                                                   |
| 4 tiempos veteranos +45 años                                      | Omar Juan Roncallo                                                | Argentina                                                         |                                                                   | Honda CRF 450 R                                                   |
| Cuatriciclos (ATV) libre                                          | Marcos Patronelli                                                 | Argentina                                                         | Las Flores                                                        | Honda TRX 450                                                     |
| Cuatriciclos (ATV) libre amateur                                  | Víctor Gallegos Lozic                                             | Chile                                                             |                                                                   | Honda TRX 450                                                     |
| Cuatriciclos (ATV) limitada                                       | Patricio Artuz                                                    | Argentina                                                         |                                                                   | Honda EX 300                                                      |
| Cuatriciclos (ATV) principiantes libre open                       | José Miguel Giambartolomei                                        | Argentina                                                         |                                                                   | Yamaha YFZ 450                                                    |
| Cuatriciclos (ATV) veteranos                                      | Federico Héctor Heizenrreder                                      | Argentina                                                         |                                                                   | Yamaha YFZ 450                                                    |
| Fuente: "Resultados 2008", Sitio oficial del Enduro del Verano.   |                                                                   |                                                                   |                                                                   |                                                                   |

### 2009: Copa Grand Prix Pirelli Enduro del Verano Gesell Le Touquet
| 2009: Copa Grand Prix Pirelli Enduro del Verano Gesell Le Touquet | 2009: Copa Grand Prix Pirelli Enduro del Verano Gesell Le Touquet | 2009: Copa Grand Prix Pirelli Enduro del Verano Gesell Le Touquet | 2009: Copa Grand Prix Pirelli Enduro del Verano Gesell Le Touquet | 2009: Copa Grand Prix Pirelli Enduro del Verano Gesell Le Touquet |
| Categoría                                                         | Deportista                                                        | País                                                              | Ciudad                                                            | Marca                                                             |
| ----------------------------------------------------------------- | ----------------------------------------------------------------- | ----------------------------------------------------------------- | ----------------------------------------------------------------- | ----------------------------------------------------------------- |
| 2 tiempos pro                                                     | José Manuel Urcera                                                | Argentina                                                         | Cipolletti                                                        | Yamaha YZ 250                                                     |
| 2 tiempos amateur h/125cc                                         | Juan Pablo Moya                                                   | Argentina                                                         |                                                                   |                                                                   |
| 2 tiempos amateur + 126cc                                         | Renato A. Bracklo                                                 | Argentina                                                         |                                                                   |                                                                   |
| 2&4 tiempos principiantes                                         | Pablo Almirón                                                     | Argentina                                                         | Lanús                                                             | KX 125                                                            |
| 4 tiempos pro open                                                | Javier Pizzolito                                                  | Argentina                                                         | Pinamar                                                           | Honda                                                             |
| 4 tiempos amateur +300cc                                          | Mariano Pilotto                                                   | Argentina                                                         |                                                                   |                                                                   |
| 4 tiempos amateur h/300cc                                         | Juan Carlos Salvatierra                                           | Bolivia                                                           |                                                                   |                                                                   |
| 4 tiempos veteranos                                               |                                                                   |                                                                   |                                                                   |                                                                   |
| 4 tiempos veteranos +45 años                                      |                                                                   |                                                                   |                                                                   |                                                                   |
| Cuatriciclos (ATV) libre                                          | Jorge Santamarina                                                 | Argentina                                                         | Cariló                                                            | Yamaha                                                            |
| Cuatriciclos (ATV) libre amateur                                  | Gabriel Satorra                                                   | Argentina                                                         |                                                                   |                                                                   |
| Cuatriciclos (ATV) limitada                                       | Ramiro Carrera                                                    | Argentina                                                         | Partido de La Matanza                                             | yamaha                                                            |
| Cuatriciclos (ATV) principiantes libre open                       |                                                                   |                                                                   |                                                                   |                                                                   |
| Cuatriciclos (ATV) veteranos                                      |                                                                   |                                                                   |                                                                   |                                                                   |
| Fuente: "Resultados 2009", Sitio oficial del Enduro del Verano.   |                                                                   |                                                                   |                                                                   |                                                                   |

### 2010: Copa Timotei Potisek Enduro del Verano Gesell Le Touquet
| 2009: Copa Grand Prix Pirelli Enduro del Verano Gesell Le Touquet | 2009: Copa Grand Prix Pirelli Enduro del Verano Gesell Le Touquet | 2009: Copa Grand Prix Pirelli Enduro del Verano Gesell Le Touquet | 2009: Copa Grand Prix Pirelli Enduro del Verano Gesell Le Touquet | 2009: Copa Grand Prix Pirelli Enduro del Verano Gesell Le Touquet |
| Categoría                                                         | Deportista                                                        | País                                                              | Ciudad                                                            | Marca                                                             |
| ----------------------------------------------------------------- | ----------------------------------------------------------------- | ----------------------------------------------------------------- | ----------------------------------------------------------------- | ----------------------------------------------------------------- |
| 2 tiempos pro                                                     | José Manuel Urcera                                                | Argentina                                                         | Cipolletti                                                        | Yamaha YZ 250                                                     |
| 2 tiempos Master A (450)                                          | Sergio Baracatt                                                   | Chile                                                             |                                                                   | Honda CR 450F                                                     |
| 2 tiempos Master B (250)                                          | Fernando Álvarez                                                  | España                                                            | Madrid                                                            | Yamaha YZ 250                                                     |
| 4 tiempos pro open                                                | Jean Claude Mousse                                                | Francia                                                           |                                                                   | Yamaha YZ450F                                                     |
| Cuatriciclos (ATV) Open Libre Pro                                 | Hernán Di Maio                                                    | Argentina                                                         | Quilmes                                                           | Yamaha YZ450F                                                     |
| Fuente: "Resultados 2010"                                         |                                                                   |                                                                   |                                                                   |                                                                   |

### 2012: Copa Enduro del Verano Gesell Le Touquet
| 2012: Copa Enduro del Verano Gesell Le Touquet | 2012: Copa Enduro del Verano Gesell Le Touquet | 2012: Copa Enduro del Verano Gesell Le Touquet | 2012: Copa Enduro del Verano Gesell Le Touquet | 2012: Copa Enduro del Verano Gesell Le Touquet |  |
| Categoría                                      | Deportista                                     | País                                           | Ciudad                                         | Marca                                          |  |
| ---------------------------------------------- | ---------------------------------------------- | ---------------------------------------------- | ---------------------------------------------- | ---------------------------------------------- |  |
| MOTOS PRO                                      | Luis Correa                                    | Argentina                                      | Neuquén                                        | KX450F                                         |  |
| MOTOS SENIOR                                   | Juan Viscarra                                  | Argentina                                      | Mar De Ajo                                     | YFZ450R                                        |  |
| MOTOS MASTER A                                 | Fernando Amoretti                              | Argentina                                      |                                                |                                                |  |
| MOTOS MASTER B                                 | Gustavo Suárez                                 | Argentina                                      |                                                |                                                |  |
| MOTOS MASTER C                                 | Fernando Álvarez                               | España                                         |                                                |                                                |  |
| MOTOS AMATEUR PLUS A                           | Jager Nosiglia                                 | Bolivia                                        |                                                |                                                |  |
| MOTOS AMATEUR PLUS B                           | Guido Santagati                                | Argentina                                      |                                                |                                                |  |
| MOTOS AMATEUR LIMITADA                         | Emilio Herz                                    | Argentina                                      |                                                |                                                |  |
| MOTOS PROMOCIONAL A                            | Ignacio Popiel                                 | Argentina                                      |                                                |                                                |  |
| MOTOS PROMOCIONAL B                            | Miguel Exposito                                |                                                |                                                |                                                |  |
| ATV PRO                                        | Javier Altieri                                 | Argentina                                      | Pinamar                                        | YFZ450R                                        |  |
| ATV AMATEUR A                                  | Enzo Morano                                    | Argentina                                      |                                                |                                                |  |
| ATV AMATEUR B                                  | Juan Cruz Lanza                                |                                                |                                                |                                                |  |
| ATV MASTER A                                   | Marcelo Moreno                                 |                                                |                                                |                                                |  |
| ATV MASTER B                                   | Martin Carusotti                               | Argentina                                      |                                                |                                                |  |
| ATV MASTER C                                   | Hugo Giambruni                                 | Argentina                                      |                                                |                                                |  |
| ATV LIMITADA                                   | Emanuel Cardoso                                |                                                |                                                |                                                |  |
| ATV PROMOCIONAL A                              | Federico Simieli                               | Argentina                                      | Pinamar                                        | YFZ450R                                        |  |
| ATV PROMOCIONAL B                              | Matias Sellart                                 | Argentina                                      |                                                |                                                |  |

### 2014: Copa Mobil Enduro del Verano Gesell Le Touquet
| Categoría           | Deportista         | País      | Marca    |
| ------------------- | ------------------ | --------- | -------- |
| MOTOS SUPERCROSS    | Adrien Van Beveren | Francia   | Yamaha   |
| MOTOS PRO           | Felipe Ellis       | Argentina | Kawasaki |
| MOTOS SENIOR        | Jonathan Francou   |           | Honda    |
| MOTOS AMATEUR A     | Martin Carretto    | Argentina | Yamaha   |
| MOTOS AMATEUR B     | Marcos Polo        | Argentina |          |
| MOTOS LIMITADA      | Ramiro López       | Argentina |          |
| MOTOS MASTER A      | Demian Guiral      | Argentina | Honda    |
| MOTOS MASTER B      | Dario DeCabo       | Argentina |          |
| MOTOS MASTER C      | Mauricio Casasola  | Argentina |          |
| MOTOS PROMOCIONAL A | Lucas Argento      | Argentina | Honda    |
| MOTOS PROMOCIONAL B | Jorge Herrera      | Argentina | Ktm      |

### 2024: Campeones actuales
| 2024: Copa Enduro del Verano | 2024: Copa Enduro del Verano | 2024: Copa Enduro del Verano | 2024: Copa Enduro del Verano | 2024: Copa Enduro del Verano |
| Categoría                    | Deportista                   | País                         | Marca                        |                              |
| ---------------------------- | ---------------------------- | ---------------------------- | ---------------------------- | ---------------------------- |
| Motos PRO                    | Todd Kellet                  | Inglaterra                   | Yamaha                       |                              |
| Quads / ATV                  | Jose Guerra                  | Argentina                    | Yamaha                       |                              |
| Supercross                   | Camile Chapeliere            | Francia                      | Gas Gas                      |                              |
| Super ATV                    | Lucio Mercogliano            | Argentina                    | Yamaha                       |                              |